# FIDE Grand Prix
Der FIDE Grand Prix war eine Serie von Schach-Turnieren auf Weltklasseniveau, die vom Weltschachverband FIDE organisiert wurde. 
Der erste Grand Prix fand von 2008 bis 2010 statt. Seit 2009 gab es auch einen FIDE Grand Prix der Frauen. Die Weltmeisterschaft der Frauen fand seit 2010 abwechselnd im K.-o.-System und als Zweikampf statt, wobei durch den Grand Prix die Herausforderin für den entsprechenden Zweikampf ermittelt wurde.
Nach dem Auslaufen des Vertrages zwischen der FIDE und dem kommerziellen Ausrichter WorldChess 2022 wurde der Grand Prix eingestellt.
Einen ähnlichen Wettbewerb, ausgerichtet von der Großmeister-Vereinigung Grandmaster Association (GMA), gab es 1988 bis 1989 unter dem Namen Schach-Weltcup 1988/89. Der zweite Wettbewerb begann 1991, wurde aber aufgrund organisatorischer Schwierigkeiten nach nur einem Turnier abgebrochen.

## Wettbewerbe
Da die Weltspitze im Schach klar von Männern dominiert ist, richtete die FIDE neben dem offenen Turnier (an dem mit Hou Yifan in der Austragung 2017 erstmals eine Frau teilnahm) auch einen Grand Prix für Frauen aus. Dies geschah analog zur Schachweltmeisterschaft und zur Schacholympiade.

### Grand Prix (offenes Turnier)
| Jahr      | Orte                                                   | Sieger                 | Zweiter                | Dritter                | Kommentar                                                                          |
| --------- | ------------------------------------------------------ | ---------------------- | ---------------------- | ---------------------- | ---------------------------------------------------------------------------------- |
| 2008–2010 | Baku, Sotschi, Elista, Naltschik, Dschermuk, Astrachan | Lewon Aronjan          | Teymur Rəcəbov         | Alexander Grischtschuk | Die zwei Erstplatzierten qualifizierten sich für das Kandidatenturnier zur WM 2012 |
| 2012–2013 | London, Taschkent, Zug, Thessaloniki, Beijing, Paris   | Wesselin Topalow       | Şəhriyar Məmmədyarov   | Fabiano Caruana        | Die zwei Erstplatzierten qualifizierten sich für das Kandidatenturnier zur WM 2014 |
| 2014–2015 | Baku, Taschkent, Tiflis, Chanty-Mansijsk               | Fabiano Caruana        | Hikaru Nakamura        | Dmitri Jakowenko       | Die zwei Erstplatzierten qualifizierten sich für das Kandidatenturnier zur WM 2016 |
| 2017      | Schardscha, Moskau, Genf, Palma                        | Şəhriyar Məmmədyarov   | Alexander Grischtschuk | Teymur Rəcəbov         | Die zwei Erstplatzierten qualifizierten sich für das Kandidatenturnier zur WM 2018 |
| 2019      | Moskau, Jūrmala/Riga, Hamburg, Jerusalem               | Alexander Grischtschuk | Jan Nepomnjaschtschi   | Maxime Vachier-Lagrave | Die zwei Erstplatzierten qualifizierten sich für das Kandidatenturnier zur WM 2021 |
| 2022      | Berlin, Belgrad                                        | Hikaru Nakamura        | Richárd Rapport        | Wesley So              | Die zwei Erstplatzierten qualifizierten sich für das Kandidatenturnier zur WM 2022 |

#### Grand Prix Turniersiege
Liste aller Spieler, welche mindestens 2 Einzelturniere der Grand Prix Serie gewonnen haben (inkl. geteilter Siege)
| Rang | Spieler                | Anzahl Siege |
| ---- | ---------------------- | ------------ |
| 1    | Şəhriyar Məmmədyarov   | 4            |
| 2    | Lewon Aronjan          | 3            |
|      | Dmitri Jakowenko       | 3            |
|      | Alexander Grischtschuk | 3            |
|      | Boris Gelfand          | 3            |
|      | Fabiano Caruana        | 3            |
| 7    | Teymur Rəcəbov         | 2            |
|      | Wesselin Topalow       | 2            |
|      | Jan Nepomnjaschtschi   | 2            |

### Grand Prix der Frauen
| Jahr      | Orte                                                          | Siegerin                | Kommentar |
| --------- | ------------------------------------------------------------- | ----------------------- | --- |
| 2009–2011 | Istanbul, Nanjing, Naltschik, Dschermuk, Ulaanbaatar, Doha    | Hou Yifan               | Da Hou Yifan 2011 bereits Weltmeisterin war, qualifizierte sich die Zweitplatzierte K. Humpy (Indien) für den Zweikampf gegen sie um die Schachweltmeisterschaft der Frauen 2011 |
| 2011–2012 | Rostow, Shenzhen, Naltschik, Kasan, Dschermuk, Ankara         | Hou Yifan               | Qualifikation für den Zweikampf um die Schachweltmeisterschaft der Frauen 2013 gegen Anna Uschenina                                                                              |
| 2013–2014 | Genf, Dilidschan, Taschkent, Chanty-Mansijsk, Lopota, Sharjah | Hou Yifan               | Qualifikation für den Zweikampf um die Schachweltmeisterschaft der Frauen 2016 gegen Marija Musytschuk                                                                           |
| 2015–2016 | Monte Carlo, Teheran, Batumi, Chengdu, Chanty-Mansijsk        | Ju Wenjun               | Qualifikation für den Zweikampf um die Schachweltmeisterschaft der Frauen 2018 gegen Tan Zhongyi                                                                                 |
| 2019–2021 | Skolkowo, Monaco, Lausanne, Gibraltar                         | Alexandra Gorjatschkina | Qualifikation für das Kandidatenturnier der Frauen 2022/23 |
| 2022–2023 | Astana, München, Neu-Delhi, Nikosia                           | Jekaterina Lagno        | Qualifiziert für das Kandidatenturnier der Frauen 2024 |
| 2024–2025 | Tiflis, Schymkent, Monaco, Österreich, Zypern, TBD            |                         | Qualifiziert für das Kandidatenturnier der Frauen 2026 |